# Therinos
Therinos (altgriechisch Θηρινός) war möglicherweise ein griechischer Töpfer, der im 6. Jahrhundert v. Chr. in Ionien tätig war.
Er ist nur bekannt von einer Inschrift auf einem vierhenkligen Gefäß mit hohem Deckel, die in Myrina gefunden wurde. Die Vase wird im Louvre in Paris aufbewahrt. Ob es sich bei der Inschrift um den Namen des Töpfers handelt, ist ungeklärt.